# Якименко Олександр Валерійович
Олександр Валерійович Якименко (нар. 5 вересня 1988, Одеса, УРСР) — український футболіст, нападник.

## Біографія
Вихованець одеського «Чорноморця». Перший тренер — Віктор Голіков. У 2005 році потрапив у структуру одеського «Чорноморця», проте виступав лише за молодіжну команду. Лише у сезоні 2009/10 років став залучатись до основної команди і 22 серпня 2009 року дебютував у Прем'єр-лізі в матчі проти криворізького «Кривбасу» (2:3), вийшовши на 85 хвилині замість Віталія Балашова. З того часу Якименко періодично виходив на поле, але здобути стабільне місце в основній команді не зміг, навіть після того як влітку 2010 року команда вилетіла в Першу лігу і її покинуло ряд основних гравців.
25 лютого 2011 відданий в оренду в першоліговий овідіопольський «Дністер», де і виступав до кінця сезону, а після завершення оренди до кінця року грав за другу команду «Чорноморця», що виступала у Другій лізі.
На початку 2012 року на правах вільного агента перейшов казахський «Окжетпес», але вже влітку повернувся в Україну, підписавши контракт з «Буковиною». Проте, у чернівецькому клубі виходив переважно на зміну, тому в кінці року розірвав контракт з клубом за обопільною згодою сторін.
11 липня 2013 підписав контракт з клубом «Авангард»

## Міжнародна кар'єра
9 жовтня 2009 року дебютував у молодіжній збірній України у відбірному матчі з Бельгією, який завершився з рахунком 1:1, а Якименко вийшов на поле замість Володимира Лисенка. В підсумку цей матч залишився єдиним матчем Якименка за молодіжну збірну.

## Статистика
- 2005/2006 — «Чорноморець» (Одеса, дубль) — 2
- 2007/2008 — «Чорноморець» (Одеса, дубль) — 27 (5)
- 2008/2009 — «Чорноморець» (Одеса, дубль) — 20 (6)
- 2009/2010 — «Чорноморець» (Одеса) — 9
- 2009/2010 —"Чорноморець" (Одеса, дубль) — 16 (13)
- 2010/2011 — «Чорноморець» (Одеса) — 10 (1)
- 2010/2011 — «Дністер» (Овідіополь) — 11 (1)
- 2011/2012 — «Чорноморець — 2» (Одеса) — 7 (6)
- 2012 — «Окжетпес» (Казахстан) — 6
- 2012/2013 — «Буковина» (Чернівці) — 16